# بوناد

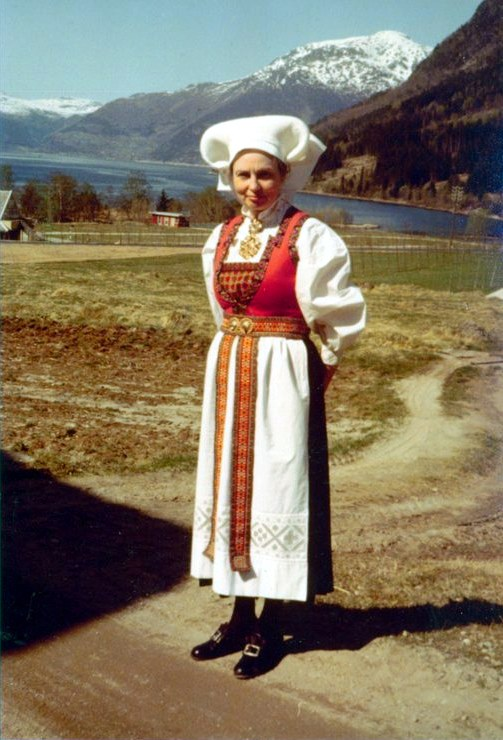
پوشش بوناد زنانه منطقه هاردان‌گرفیورد. این کلاه که اسکات (skaut) نامیده می‌شود را زنان متأهل می‌پوشند. دختران جوان کلاه‌های منجوق دوزی شده و زنان جوان مجرد کلاه‌هایی شبیه پیشانی‌بند به‌سر می‌کنند.

بوناد (به نروژی: Bunad) اصطلاحی نروژی است، که در گسترده‌ترین دامنه معنایی خود، هم برای اشاره به پوششی سنتی و روستایی (که بیشتر به سده ۱۹ و ۱۸ میلادی برمی‌گردد)، و هم برای لباس‌های مدرن فولک قرن بیستمی به‌کار می‌رود. با این حال کلمه بوناد کلمه‌ای امروزی است و در قرن بیستم اختراع شده و واژه بوناد تنها برای لباس‌هایی که در اوایل قرن بیستم و بی‌قیدانه براساس لباس‌های سنتی دوخته‌شده‌اند، به‌کار می‌رود.
توجه دوباره به بوناد ریشه در ملی‌گرایی رمانتیکی که در قرن نوزدهم در اروپا ایجاد شد دارد؛ که دوباره علاقه مردم را به لباس‌های سنتی در نروژ و کشورهای همسایه مثل دانمارک و مخصوصاْ آلمان برانگیخت. اگرچه ایده‌های ملی‌گرایی رمانتیک در نروژ دوام بیشتری داشتند.

## در نروژ

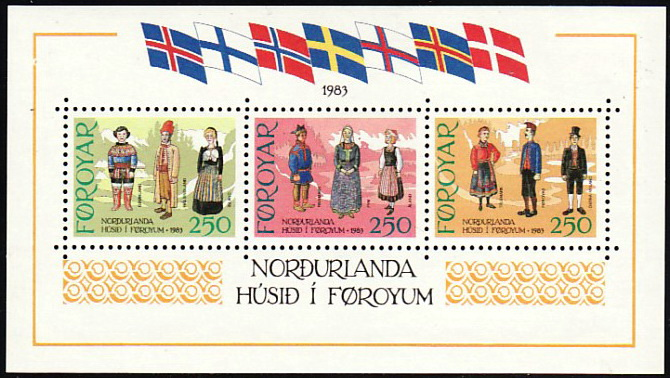
تصویر بوناد و پوشش فولک روی تمبرهای جزایر فارو

در نروژ در دوران پس از جنگ مخصوصاً در سال‌های اخیر پوشیدن بوناد در مناسبت‌های مختلف مانند عروسی، جشن تولد، جشن کریسمس، رقص‌های فولک، مراسم‌های مذهبی مانند غسل تعمید و جشن روز قانون اساسی نروژ مرسوم است. در سال‌های اخیر استفاده از این لباس دیگر محدود به رقص‌های فولک و جشن‌های خاص نیست، و از این پوشش به عنوان لباس رسمی نیز استفاده می‌شود و دیدن مردم با لباس‌های بوناد، به خصوص زنان، متداول شده. وزیر سابق امورخارجه نروژ، توروالد استولتنبرگ، هنگام ارائه تاییدیه‌اش به عنوان سفیر به مارگریت دوم دانمارک، لباس بوناد به تن کرده بود.
دربارهٔ اینکه کدام بونادها استاندارد هستند اختلاف نظر وجود دارد. بعضی باور دارند که بونادها باید بر اساس استانداردهای سخت‌گیرانه و سنتی دوخته شوند؛ اما دیگران طرفدار به‌کارگیری خلاقیت و ایجاد تغییراتی در بونادها هستند. دقیقاًً نمی‌توان گفت چند نوع بوناد در نروژ وجود دارد، اما تخمین‌زده می‌شود که حدوداً ۲۰۰ نوع مختلف بوناد وجود دارد.
بونادها امروزه نشان دهنده موقعیت اجتماعی افراد هستند. محدوده قیمت بونادها، بسته به طرح دلخواه و مواد به‌کار رفته، چیزی بین ۲ تا ۱۰ هزار دلار است. معمولاً دوخت یک بوناد یک سال زمان می‌برد. پدر و مادرها معمولاً به فرزندان خود یک بوناد به عنوان هدیه روز تأیید می‌دهند، که آن را در روز تأیید خود می‌پوشند.
در سال‌های اخیر شرکت‌های چینی شروع به فروش بونادهایی ارزان‌تر، معروف به بوناد چینی، کرده‌اند. این امر باعث به وجود آمدن این نگرانی شده که برندهای چینی باعث تضعیف اعتبار و مطلوبیت بونادها شوند.

## ریشه‌ها

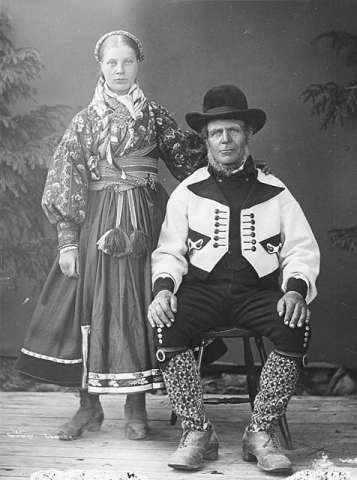
پوشش سنتی شرق تلمارک، ۱۸۸۰ میلادی

بعضی از بونادهای امروزی از روی تن‌پوش‌های محلی سنتی و بعضی دیگر در قرن بیستم تولید شده‌اند که تاحدودی براساس تن‌پوش‌های سنتی هستند. محبوبیت دوباره بونادها ریشه در ملی‌گرایی رمانتیک نروژ دارد؛ و همراه با جنبش رقص فولک در اوایل قرن بیستم پرطرفدار شد.
اگرچه بونادهای امروزی ریشه در تن‌پوش‌های فولک قرن هجدهم و نوزدهمی دارند اما اسنادی نشان می‌دهد که استفاده از تن‌پوش‌های فولک به قرون وسطا برمی‌گردد.
هولدا گاربورگ (۱۸۶۲–۱۹۳۴) و کلارا سمب (۱۸۸۴–۱۹۷۰) اولین پیشگامان وارد کردن بوناد به فرهنگ اصلی کشورهای اروپای شمالی بودند.

## طرح‌ها و محبوبیت
بونادها معمولاً با گل‌دوزی و جواهرات نقره‌ای و طلایی تزئین می‌شوند. تن‌پوش‌های بوناد هم برای مردان و هم برای زنان تولید می‌شوند اما بونادهای زنانه گوناگون‌تر و پرطرفدارتر هستند.

## نگارخانه

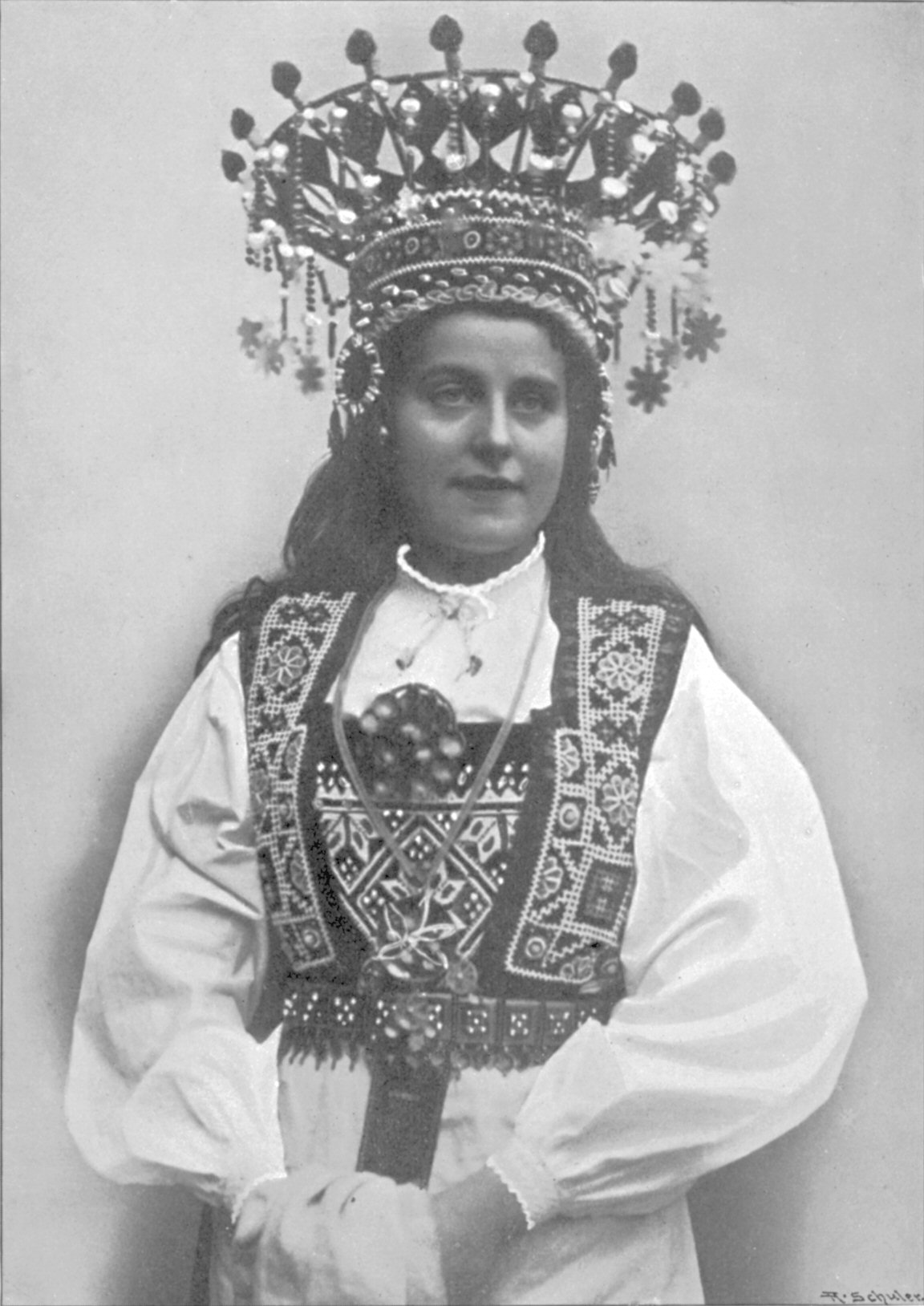
بوناد محلی منطقه هاردانگر با تاج عروس
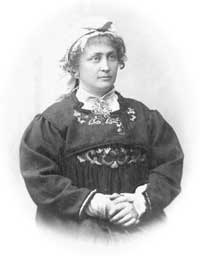
هولدا گاربورگ با تن‌پوش بوناد
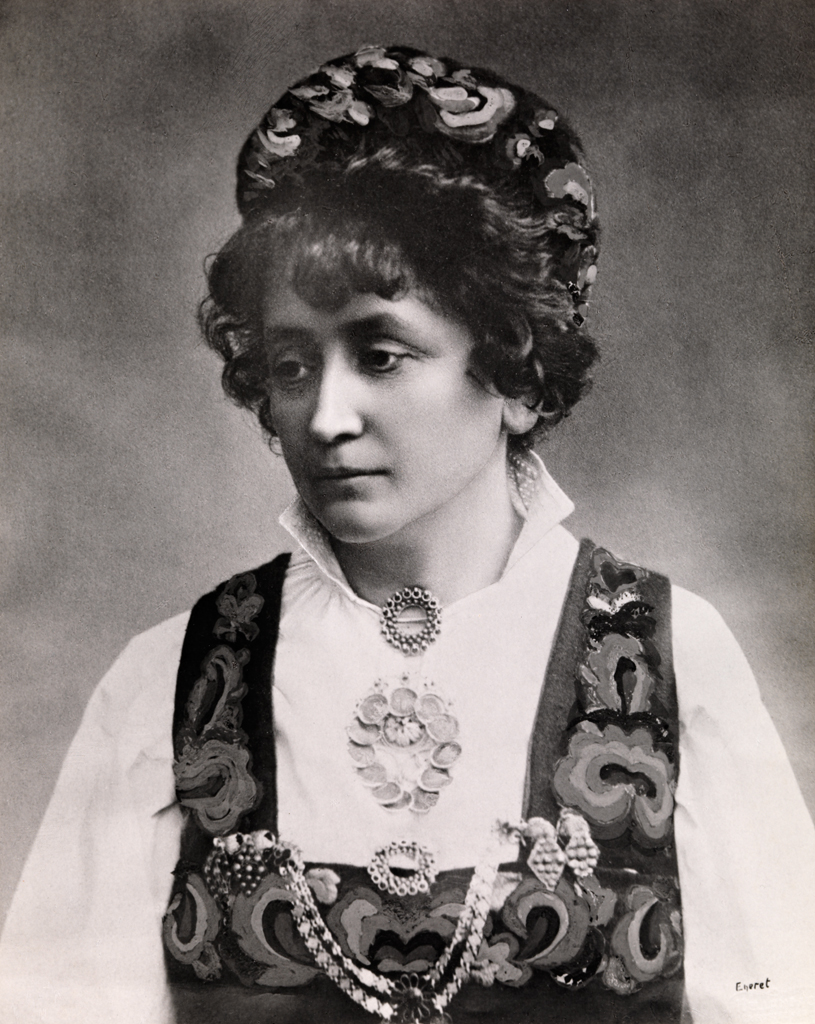
هولدا گاربورگ با پوشش بوناد
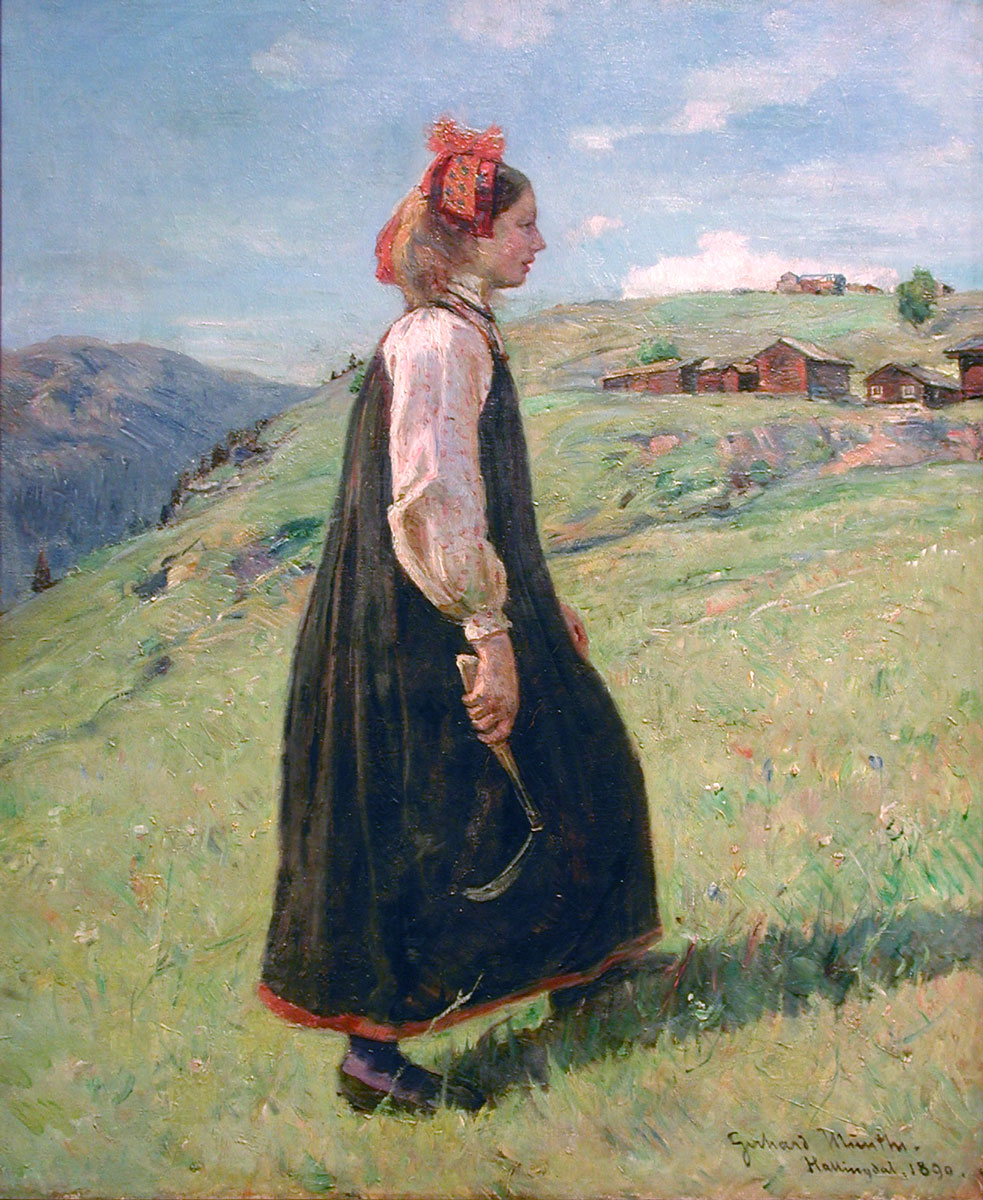
نقاشی‌ای از گرهارد موته از تن‌پوش بوناد (۱۸۹۰)
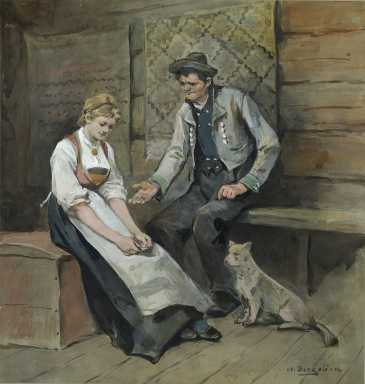
نقاشی‌ای از نیل برگسلین از پوشش بوناد (۱۸۵۳-۱۹۲۸)
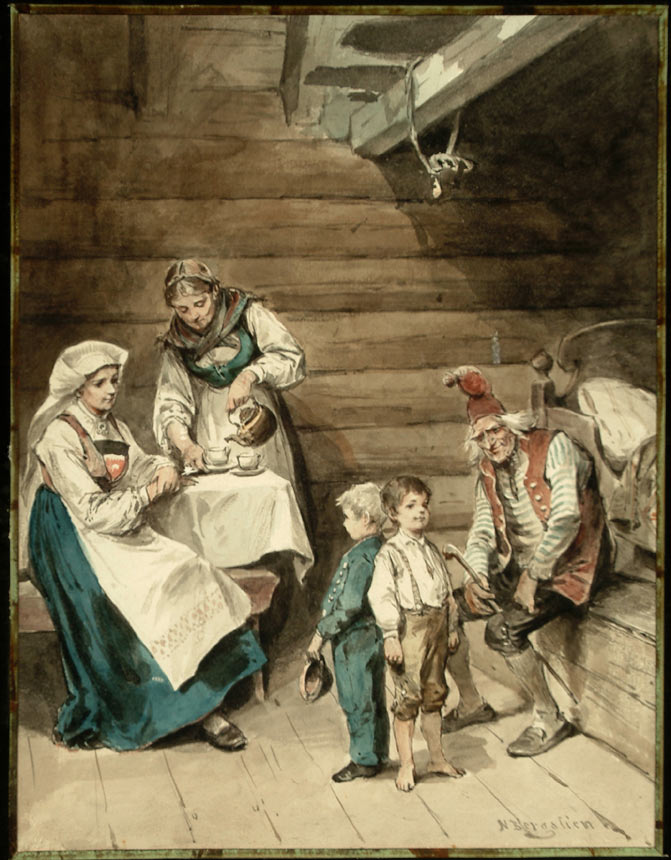
نقاشی‌ای از نیل برگسلین از پوشش بوناد (۱۸۵۳-۱۹۲۸)
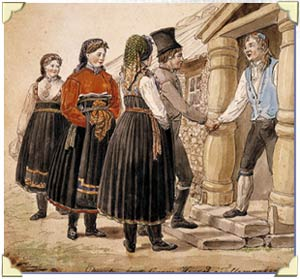
نقاشی‌ای از یوهانس فلینتو
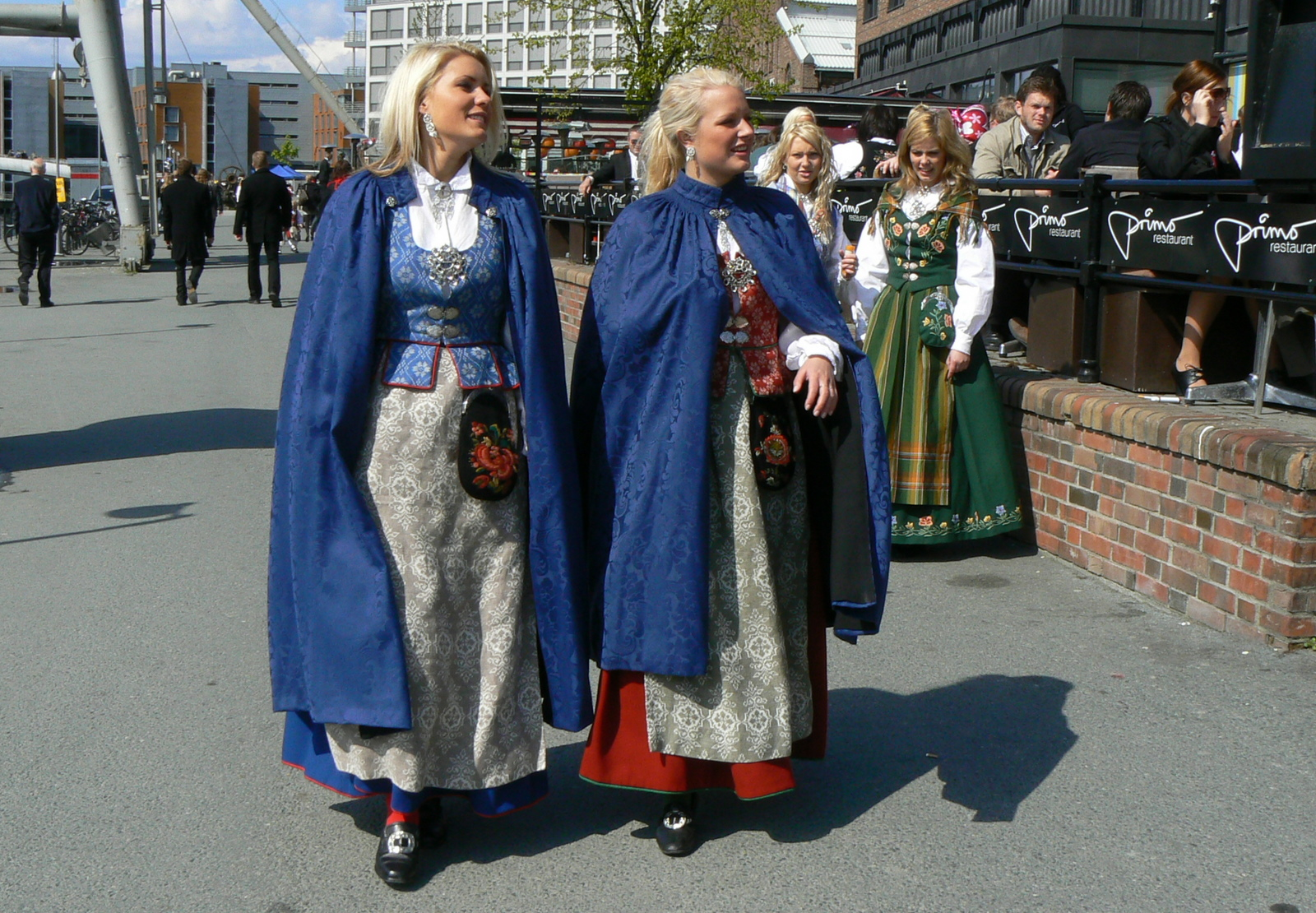
دو زن جوان با تن‌پوش‌های بوناد در شهر تروندلاگ
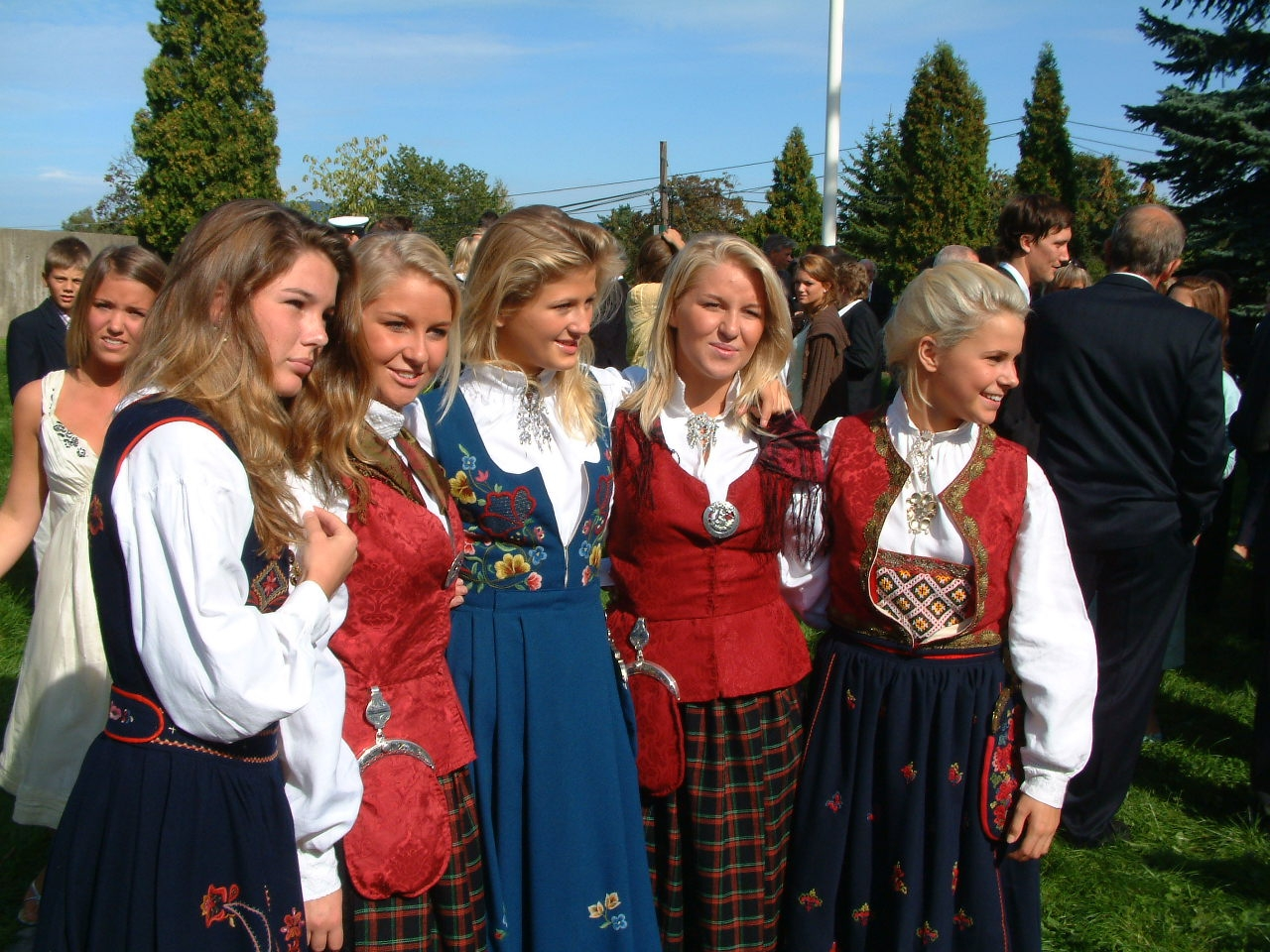
دختران جوان با تن‌پوش‌های گوناگون بوناد در استان آکرشوس
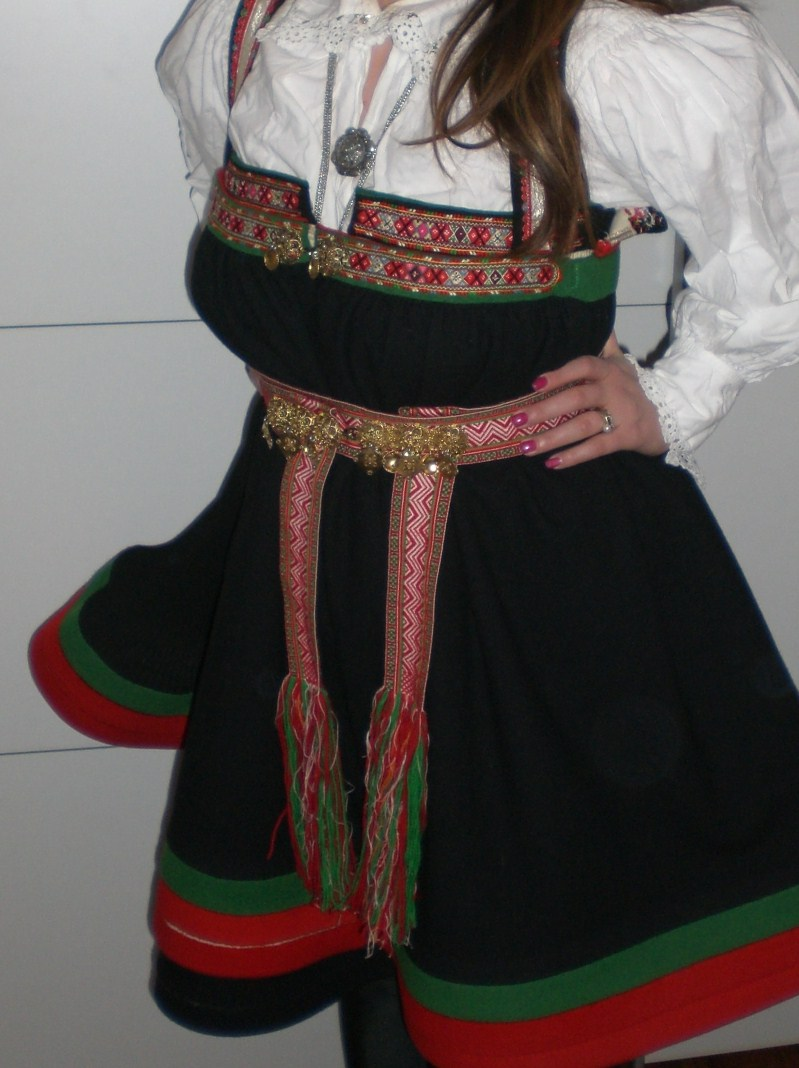
بوناد ستسدال زنانه
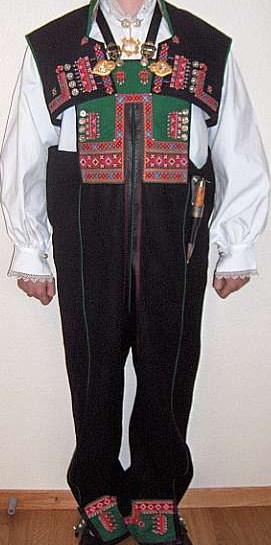
بوناد ستسدال مردانه